# Den galende Hane
Den galende Hane var et tidsskrift der udkom 1827-1829 i København, udgivet af en hattemager af tysk herkomst ved navn G.A. Müller.

## Baggrunden for bladet
G.A. Müller kom fra en anset københavnsk borgerfamilie af tysk herkomst. Han hørte derfor til Sankt Petri Kirkes menighed. Han havde fattet mistanke om, at bestyrelsen for denne menighed, navnlig to af dens medlemmer, havde besveget menighedens kasse for en betydelig sum, så der fattedes midler til den fornødne reparation af kirken, ja endog til at forsyne hanen på kirkefløjen med det hoved, denne malmfigur i lang tid havde manglet. Denne mening forfægtede Müller i nogle artikler i Politivennen, men da hans angreb blev altfor hensynsløse og næsten afsindige, ville Politivennens udgiver ikke mere optage noget fra ham om denne sag, og tilskyndet af nogle spøgefugle besluttede Müller at grundlægge sit eget blad, som da udkom under nævnte titel med en vignet der forestillede en hane, senere med en rytter på hver side af hanen, der stak til den med lanser, mens der fra hestens bag faldt dukater, og endelig kom der en vignet forestillende Sankt Petri Kirke med den hovedløse hane på spiret og to ryttere ridende på æsler, hver bærende en sæk med "kirkens Spæk" (således benævnede Müller Petri Kirkes penge).

## Bladets indhold
Bladet førte tillige det motto: "Jo galere jo bedre", og sjældent har noget motto været mere træffende, for bladets indhold var meget mærkværdigt. Müller, hvis formue var sat til ved hans egen og andres skyld, og som var stærkt forfalden til spiritus, var genstand for spot og mystifikation af flere lystige vinkældergæster og unge studenter. De benyttede sig af hans enfoldighed eller rettere af hans fikse idé om det formentlige bedrageri til at drive deres spil med ham og få ham til at optage i bladet det mest forvirrede vrøvl, som de udklækkede i værtshusene- Et begreb om bladets indhold giver en artikel i det første nummer, hvis begyndelse lyder således:
| Citat | Da jeg har mange Fjender og Misundere og er født i Elsatz af kristelige Forældre og optrukket i St. Petri Kirkes Religion i Kjøbenhavn, ellers Hanen staaer paa bemeldte Spir uden Hoved til Spot og Skam for hvert kristent Menneske, som haver sin Gud i Hjertet og ikke i Bagen, ellers en Kugle paa bemeldte Taarn at indsætte, har kostet 800, ja 22,000 Rdlr. kunde jeg gjerne sige i sin Tid, hvo den unparthiske Revision skal bekræfte, hvorfor jeg spørger: "Hvor er de 30,000 Rdlr. bleven af?" Ellers vil jeg tiltale Jer med mit Ideal, den udødelige Reisers Ord, hvo I selv kan læse i hans fürgterlige Ildebrands Historie Pag. 8 hele Siden. Den følgende ikke at forglemme, ellers at han mener mig, naar han siger: "Kahlkopf komme herauf", er en Løgn, da jeg rigtignok er skaldet, som kan overgaa enhver, uden at han derfor behøver at opføre sig uterligt, og at han blot taler om de skrækkelige Ildsluer for at satirisere over min røde Næse, ja hele Ansigtet, er Ondskab af mine Fjender, hvorfor jeg vil udflyve den galende Hane, saa at det kan gale i Jer Øren paa alle mine Fjender ellers Misundere, saa I dervoer skulle blive baade angst og bange, som jeg siger i et af mine hidtil utrykte Digte: Vil Du med Ræve Ploven drive, Da maa du Gjæs til Forspand give. | Citat |
|       | |       |

Denne ene prøve af bladets indhold i prosa er tilstrækkelig til at karakterisere det, hvorved i øvrigt bemærkes, at den også gengiver de særegne udtryk som Müller betjente sig af, især når han havde drukket cognac, som han kaldte "Rachenputsere". I det hele må siges at bladets indhold bærer tydeligt præg af redaktørens hengivenhed til spiritus, og den tilstand dette medfører. En tilstand som han selv har beskrevet i et digt:
| Citat | Naar Natten udbryder Jeg sidder saa fro Og drikker i Ro, Hvad gjerne jeg nyder: En Rachenputser. Naar Skyggerne vige, Jeg lægger mig ned, Og sikkert jeg veed, Jeg næppe kan sige: "En Rachenputser". | Citat |
|       | |       |

Dette og meget andet lignende fik man Müller til at indrykke i bladet, hvis indhold Müller selv var meget stolt af. Denne skandale fortsattes næsten et helt år til morskab for en del, men til stor sorg for Müllers familie, der ved alle mulige midler forsøgte at standse den, uden at det lykkedes, indtil han i 1829 afgik ved døden på Frederiks Hospital af et apoplektisk tilfælde. Familien indrykkede en dødsannonce der lød: "I de sidste Aar et Spil for ussel Lavhed, kaade Drengestreger og slette Raadgivere, bukkede Legemet i en Alder af 49 Aar under for Sindets Lidelser. Os berøvedes en kjærlig Fader, Næsten et Hjerte der slog varmt og ærligt." Det sagdes da også om Müller at han var en ærlig, stræbsom og godmodig mand, inden han lod sig forlede til at optræde i en sag, der forvirrede hans forstand og gjorde ham til en bold for kåd ondskab.